# Prințul Hisahito
Prințul Hisahito (悠仁親王;Hisahito shinnō n. 6 septembrie 2006), este membru al familiei imperiale japoneze, al doilea în linia de succesiune la tronul Japoniei, al treilea copil al Prințului și Prințesei Akishino și primul lor fiu.
S-a născut într-o clinică particulară din Tokyo. Este primul băiat născut în familia imperială japoneză de la nașterea tatălui său, în 1965. Prenumele prințului Hisahito înseamnă "liniștit" și "virtuos".